# Abraham Neumann
Abraham Neumann (ur. 6 lutego 1873  w Sierpcu,  zm. 4 czerwca 1942 w Krakowie) – polski malarz, grafik.

## Życiorys
Urodził się w rodzinie żydowskiego pochodzenia. Jego ojciec był urzędnikiem administracji leśnej. Po ukończeniu szkoły średniej zarabiał w Warszawie powiększaniem i kolorowaniem portretów z fotografii oraz uczęszczał do Szkoły Rysunkowej. Studia rozpoczął w 1897 roku w Akademii Sztuk Pięknych w Krakowie pod kierunkiem Jacka Malczewskiego. Uczył się m.in. w pracowniach Leona Wyczółkowskiego i Jana Stanisławskiego. W roku 1900 Neuman przebywał kilka miesięcy w Paryżu. Uczestniczył tu m.in. w zajęciach w Académie Julian, poznawał zbiory muzeów, zwiedzał wystawę światową i kopiował obrazy w Luwrze. W drodze powrotnej do kraju zwiedził Anglię, Belgię, Holandię i Niemcy. Po studiach Neuman osiadł na stałe w Krakowie, potem przeniósł się do Zakopanego. Wiele podróżował, wyjeżdżał m.in. do Stanów Zjednoczonych, dwukrotnie do Palestyny (1904, 1926–1927), gdzie wykładał w Akademii Sztuk Pięknych i Wzornictwa Besaleela.
Neumann był artystą płodnym, którego szczególnie pasjonował pejzaż. Uważany jest za jednego z najwybitniejszych przedstawicieli tzw. „szkoły pejzażowej” Stanisławskiego. Po pobycie w Palestynie tematyka jego twórczości wzbogaciła się o motywy bliskowschodnie (szczególnie architektonicznie). Malował też martwe natury, kwiaty, portrety. Wystawiał prace w krakowskim Towarzystwie Przyjaciół Sztuk Pięknych i Towarzystwie Zachęty Sztuk Pięknych w Warszawie, a także we Lwowie, Berlinie, Monachium, Paryżu, Wiedniu i Łodzi, gdzie w 1928 miał swoją wystawę indywidualną w Miejskiej Galerii Sztuki.
Przyjaźnił się z wieloma czołowymi artystami początków XX wieku: Leonem Wyczółkowskim, Rafałem Malczewskim (synem Jacka), Leonem Chwistkiem.
W 1942 roku Abraham Neumann znalazł się w krakowskim getcie. 4 czerwca 1942 roku został zastrzelony przez Niemców wraz z grupą starszych osób, na rogu ulic Dąbrówki i Janowa Wola w drodze do transportu, który zawiózł krakowskich Żydów do obozu zagłady w Bełżcu. W grupie rozstrzelanych był także Mordechaj Gebirtig.

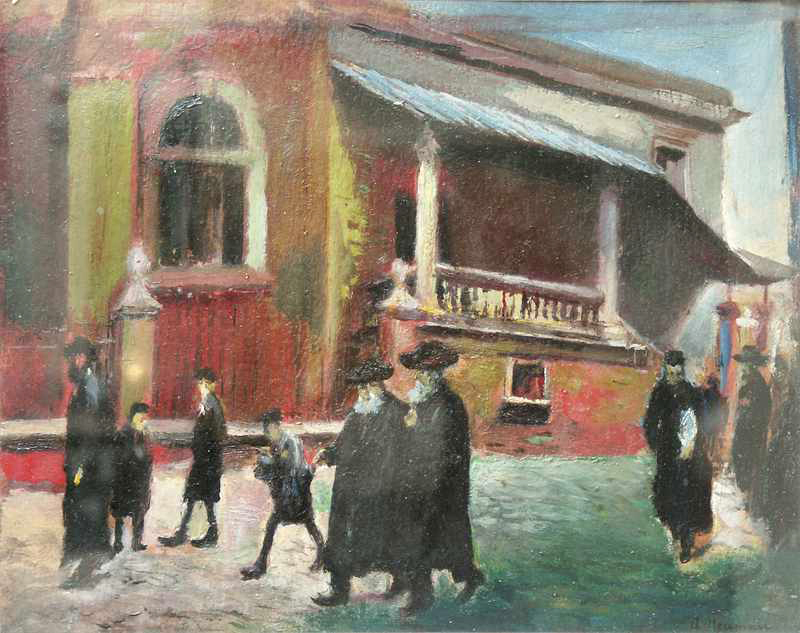
Stara synagoga na Kazimierzu
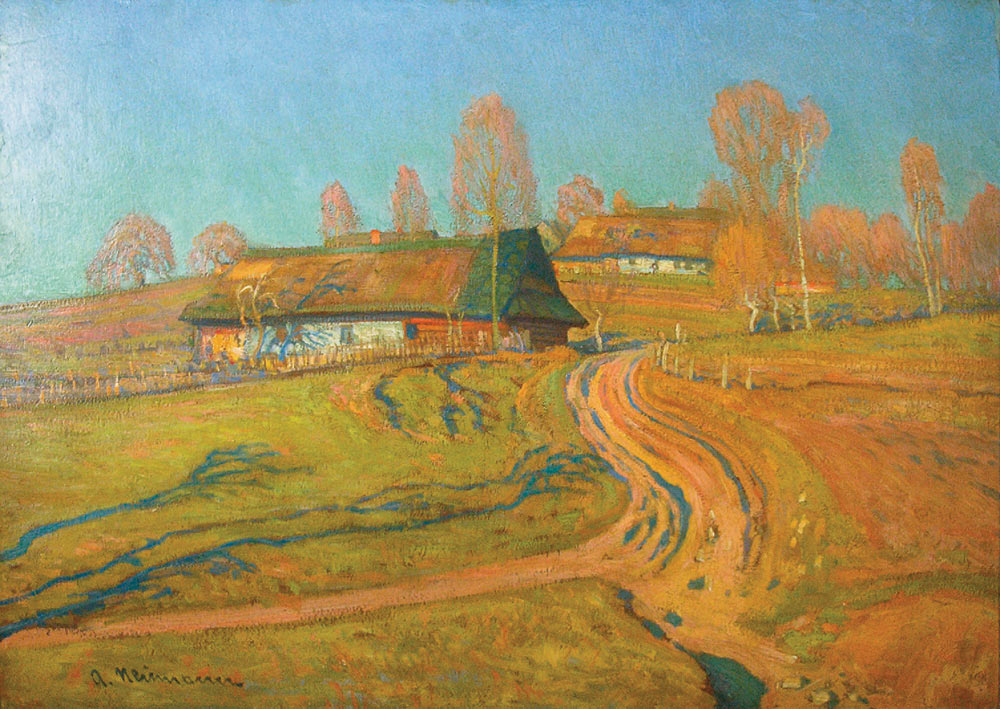
Wieś jesienią
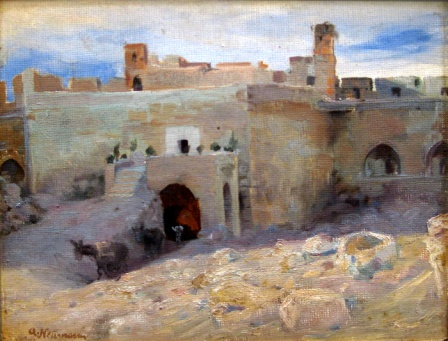
Stare miasto w Jerozolimie
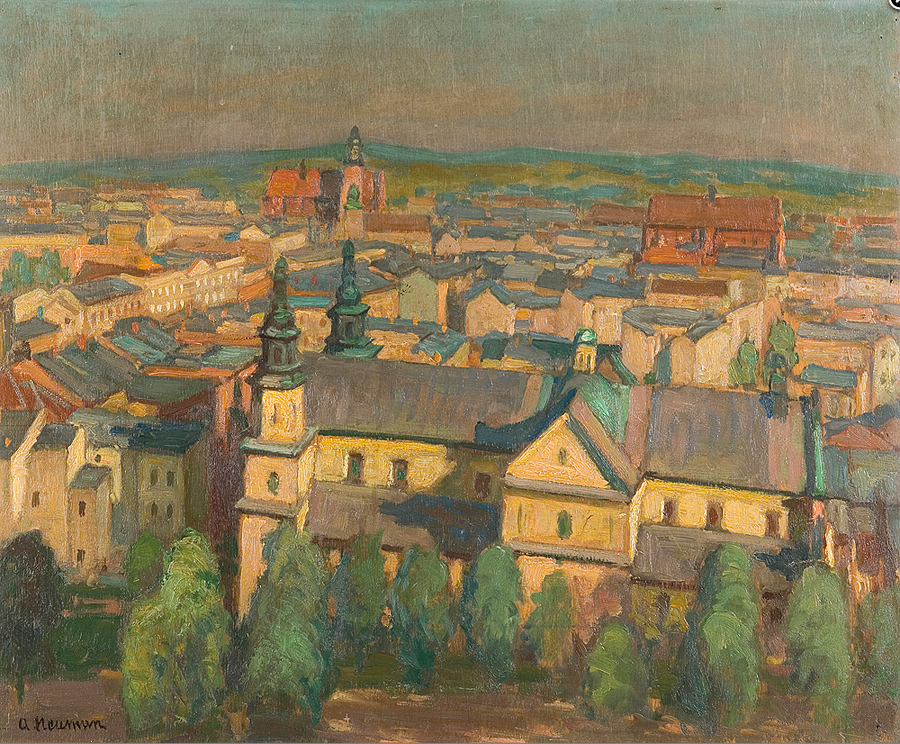
Kraków
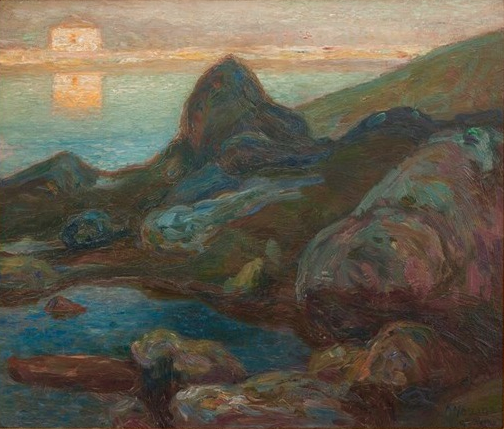
Dom nad morzem (Paryż, 1899)
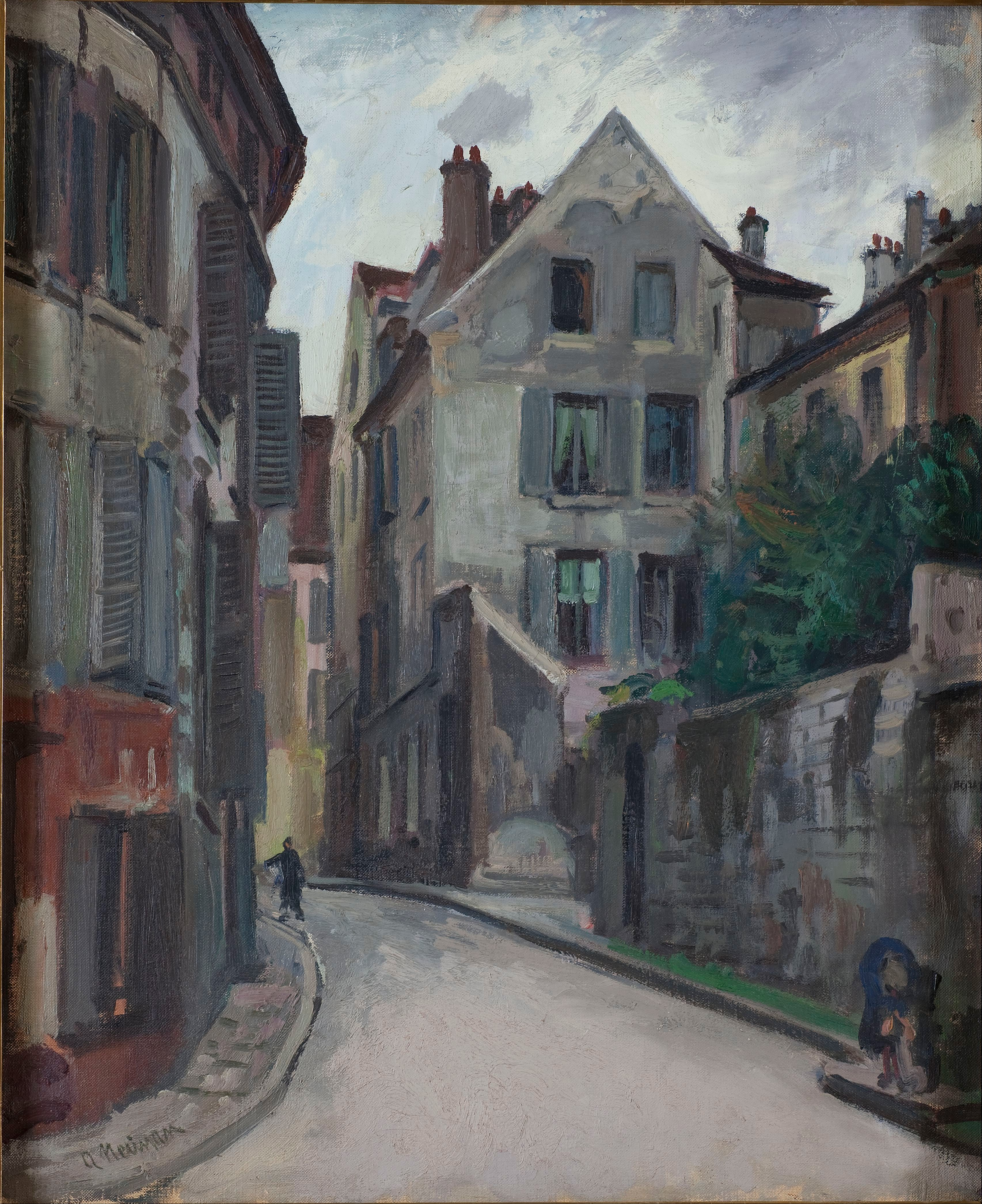
Ulica Muzeum Sztuki w Łodzi